# Хергисдорф
Хергисдорф (нем. Hergisdorf) — община в Германии, в земле Саксония-Анхальт. 
Входит в состав района Мансфельд. Подчиняется управлению Мансфельдер Грунд-Хельбра.  Население составляет 1706 человек (на 31 декабря 2010 года). Занимает площадь 9,54 км².